# Stade Polideportivo Sur
Le stade Polideportivo Sur (espagnol : Estadio Polideportivo Sur) est un stade omnisports situé à Envigado, en Colombie.
Le stade possède une capacité de 14 000 places.